# NGC 5373
NGC 5373 je kompaktna galaktika u zviježđu Djevici.

## Vanjske poveznice
- (engl.) SEDS: NGC 5373
- (engl.) Revidirani Novi opći katalog
- (engl.) Izvangalaktička baza podataka NASA-e i IPAC-a
- (engl.) Astronomska baza podataka SIMBAD
- (engl.) VizieR
- DSS-ova slika NGC 5373  Arhivirana inačica izvorne stranice od 25. veljače 2016. (Wayback Machine)